# Cesny-les-Sources
Cesny-les-Sources è un comune francese di nuova costituzione in Normandia, dipartimento del Calvados, arrondissement di Caen. Il  1º gennaio 2019 è stato creato accorpando i comuni di Cesny-Bois-Halbout, Acqueville, Angoville, Placy e Tournebu, che ne sono diventati comuni delegati.